# Wilhelm Wiegand

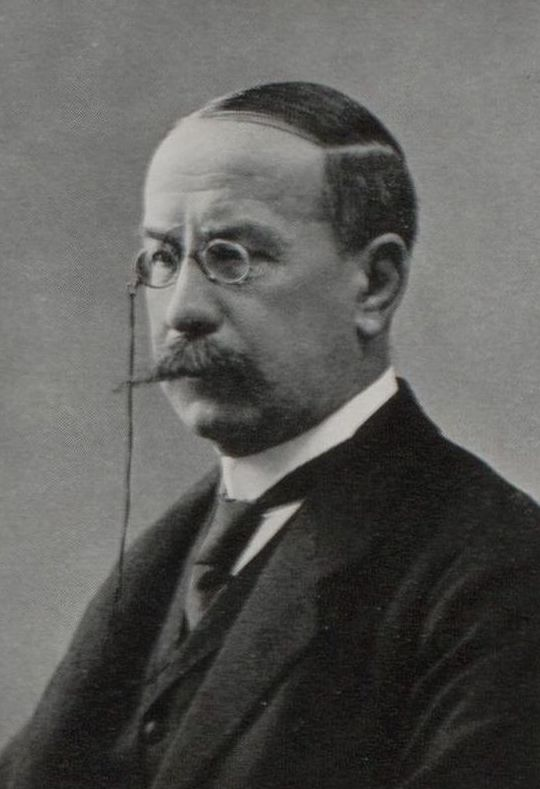
Wilhelm Wiegand

Wilhelm Wiegand (* 5. November 1851 in Ellrich, Provinz Sachsen; † 8. März 1915 in Straßburg) war ein deutscher Archivar, Professor der Geschichtswissenschaften und Mitglied der ersten Kammer des Landtags des Reichslandes Elsaß-Lothringen.

## Leben
Wilhelm Wiegand wuchs in Schlesien auf, besuchte das Gymnasium in Glogau, studierte 1870 bis 1874 an den Universitäten Berlin, Leipzig und Straßburg Geschichtswissenschaften. Während seines Studiums in Leipzig wurde er 1871 Mitglied der Burschenschaft Arminia. Er nahm als freiwilliger Krankenpfleger im Deutsch-Französischen Krieg 1870/71 in der Gegend von Metz teil. Bei Hermann Baumgarten wurde er 1874 zum Dr. phil. promoviert. In Colmar leistete er als Einjährig-Freiwilliger seinen Dienst im Kurmärkischen Dragoner-Regiment Nr. 14. 1874 legte er seine philologische Staatsprüfung ab und erhielt die Lehrbefähigung für Geschichte, Geographie und Deutsch.
1876 übernahm er die Herausgabe des Urkundenbuchs der Stadt Straßburg. 1878 erfolgte die Habilitation für das Fach Geschichte und Geschichtliche Hilfswissenschaften und die Ernennung zum Privatdozenten an der Universität Straßburg. Seine Forschungsschwerpunkte als Historiker waren elsässische Geschichte und Friedrich der Große.
Im Jahr 1879 wurde er Direktor des unterelsässischen Bezirksarchivs, 1890 Honorarprofessor und 1906 ordentlicher Professor. Als Nachfolger von Friedrich Meinecke übernahm er den Lehrstuhl für Neuere Geschichte.
Er wurde in die Kommission für das Elsass und Lothringen berufen. Er war Ordentliches Mitglied der Badischen Historischen Kommission, in der er bis 1910 im Redaktionsausschuss der Zeitschrift für die Geschichte des Oberrheins saß, deren elsässischen Teil er ab 1897 leitete. Er wurde Geheimer Archivrat.
Er war Mitgründer und zweiter Vorsitzender vom Roten Kreuz in Elsaß-Lothringen.
Die Reichsuniversität Straßburg ernannte Wiegand 1911 zum Mitglied der ersten Kammer des Landtags des Reichslandes Elsaß-Lothringen.

## Werke
- Die Vorreden Friedrichs des Großen zur Histoire de mon temps. Dissertation Universität Straßburg 1874.
- Bellum Waltharianum. Habilitationsschrift 1878.
- Urkundenbuch der Stadt Straßburg, Bd. 1., Urkunden u. Stadtrecht bis zum J. 1266, Straßburg 1879.
- Urkundenbuch der Stadt Straßburg, Bd. 2., Politische Urkunden von 1266 bis 1332, Straßburg 1886.
- Die internationalen Konferenzen vom Rothen Kreuz: Ein kurzer geschichtlicher Rückblick, im Auftr. d. Central-Komites vom Rothen Kreuz, Berlin 1902.
- Friedrich der Große, Bielefeld 1902, 2. Aufl. 1909, 3. Aufl. 1922.
- Michel de Montaigne, Diogenes, Zürich 1985, ISBN  978-3-25721-283-9.